# Brian Fowler
Brian Fowler, né le 13 septembre 1962 à Christchurch, est un ancien coureur cycliste néo-zélandais. Il a remporté quatre médailles aux Jeux du Commonwealth (trois de bronze et une en or) et a représenté la Nouvelle-Zélande lors de quatre Jeux olympiques, de 1984 à 1996. Il détient le record de victoires sur les deux grandes courses par étapes néo-zélandaises : le Tour de Southland (8 succès) et le Tour de Wellington (4 succès).

## Palmarès
- 1985
  - Tour de Southland
  - Dulux Tour of North Island
- 1986
  - Manx Trophy
  - Tour de Southland
  -  Médaillée d'argent de la course en ligne aux Jeux du Commonwealth
- 1987
  - Tour de Southland
- 1988
  -  Champion de Nouvelle-Zélande sur route
  - Tour de Southland
  - 2e du Tour de Beauce
- 1989
  -  Champion de Nouvelle-Zélande sur route
  - Grand Prix Springbank
  - Tour de Southland
  - Tour de Wellington
- 1990
  -  Médaillée d'or du contre-la-montre par équipes aux Jeux du Commonwealth
  - Tour de Southland
  - Tour de Wellington
  - The Examiner Tour of the North
  -  Médaillée d'argent de la course en ligne aux Jeux du Commonwealth
- 1991
  - Tour de Hesse
  - Tour de Wellington
- 1992
  - Tour de Southland
  - Tour de Wellington
- 1994
  - Tour de Saxe
  - 1re étape de la Colonial Classic
  -  Médaillé d'argent de la course en ligne aux Jeux du Commonwealth
  - 2e du championnat de Nouvelle-Zélande sur route
- 1995
  - Tour de Southland
- 1996
  - 2e du championnat de Nouvelle-Zélande du contre-la-montre
- 1997
  - 2e du championnat de Nouvelle-Zélande sur route
- 1999
  - 3e de Le Race
- 2002
  - 3e étape du Tour de Southland
- 2004
  - 3e de la Main Divide Cycle Race
- 2005
  - Benchmark Homes Series
  - Le Race
  - 2e de la Main Divide Cycle Race

## Palmarès sur piste

### Jeux olympiques
- 1984
  - 7e de la course aux points

### Jeux du Commonwealth
- 1982
  -  Médaillé d'argent de la poursuite par équipes